# Municipio de Foster (condado de McKean)
El municipio de Foster  (en inglés: Foster Township) es un municipio ubicado en el condado de McKean en el estado estadounidense de Pensilvania. En el año 2000 tenía una población de 4.566 habitantes y una densidad poblacional de 30.8 personas por km².

## Geografía
El municipio de Foster se encuentra ubicado en las coordenadas 41°57′00″N 78°36′59″O / 41.95000, -78.61639.

## Demografía
Según la Oficina del Censo en 2000 los ingresos medios por hogar en la localidad eran de $40,341 y los ingresos medios por familia eran $45,652. Los hombres tenían unos ingresos medios de $31,573 frente a los $22,428 para las mujeres. La renta per cápita para la localidad era de $17,809. Alrededor del 10,4% de la población estaban por debajo del umbral de pobreza.